# 本田摩托車車隊
本田摩托車車隊是本田技研工業旗下的一支在世界摩托车锦标赛參賽的摩托車車隊，車隊成立於1982年。1995年，西班牙國家石油公司成為該車隊的贊助商，2024年底後西班牙國家石油公司不再是該車隊的贊助商。之後嘉實多成為該車隊的贊助商。